# Davi (filho de Heráclio)
Davi foi um nobre bizantino, filho do imperador Heráclio (r. 610–641) e sua segunda esposa, a imperatriz Martina (r. 613–641) e irmão de Fábio, Heraclonas, Marino, Teodósio, Augustina, Febrônia e Martina. Segundo Teófanes, o Confessor, nasceu em 7 de novembro de 630. Em 4 ou 7 de janeiro de 638, foi feito césar. Nessa cerimônia, celebrada no Augusteu, Heraclonas, Augustina e Martina foram coroados augusto e augusta.
Essas coroações tinham como finalidade solidificar a dinastia reinante, porém não obtiveram o resultado esperado, trazendo mais controvérsia e ressentimento para o imperador. De acordo com o Breviário do patriarca de Constantinopla Nicéforo I (r. 806–815), foi feito augusto com Constantino e Heraclonas em 641 e renomeado Tibério. No outono, contudo, foi derrubado, mutilado e exilado com Heraclonas, Marino e sua mãe Martina para Rodes. Segundo João de Niciu, ele teve seu nariz cortado.